# Wydawnictwo a5
Wydawnictwo a5 est une maison d'édition littéraire indépendante polonaise créée en 1989 par Krystyna et Ryszard Krynicki. Après avoir eu son siège à Poznań, elle est installée depuis 1998 à Cracovie.
Wydawnictwo a5 publie des recueils de poèmes d'auteurs polonais contemporains, des traductions et des ouvrages de prose ainsi que des essais.
On peut relever au catalogue Wisława Szymborska, Julia Hartwig, Zbigniew Herbert, Hanna Krall, James Merrill, Stanisław Barańczak, Adam Zagajewski, Ewa Lipska et Marcin Świetlicki.
La collection la plus significative est la Biblioteka poetycka que dirige Ryszard Krynicki, avec plus de 70 titres publiés.
Cette collection publie tout à la fois des œuvres originale et inédites  (p. ex. Dwukropek de Szymborska, Anteny de Zagajewski), et des recueils, des sélections ou des anthologies (p. ex. Stanisław Barańczak Wiersze zebrane, Zbigniew Herbert 89 wierszy) ainsi que des traductions (comme Fioletowa krowa (Une vache violette), choix de poèmes humoristiques anglais dans une introduction de Stanisław Barańczak, ou la première publication en polonais d'un choix de poèmes de Nelly Sachs).
A5 a édité également Les Sonnets de Shakespeare dans une traduction de Stanisław Barańczak.
Les ouvrages sont présents sur le marché des prix littéraires, parmi les livres nommés ou couronnés, y compris le Prix Nike (en 1999 pour Chirurgiczna precyzja de Stanisław Barańczak, ou Dwukropek de Wisława Szymborska qui obtient le Nike des lecteurs en 2006) ou le Prix Kościelski. Czarny kwadrat de Tadeusz Dąbrowski, sélectionné pour le Nike en 2010.